# Canthonistis amphicarpa
Canthonistis amphicarpa är en fjärilsart som beskrevs av Edward Meyrick 1922. Canthonistis amphicarpa ingår i släktet Canthonistis och familjen stävmalar. Inga underarter finns listade i Catalogue of Life.